# Grad (teritorialna enota)
Grad (slov. Mesto) je teritorialna enota lokalne samouprave na Hrvaškem. Njen status je podoben občini, saj poleg mesta, po katerem je poimenovana, običajno obsega tudi več okoliških naselij. (To povzroča lahko zmedo pri štetju prebivalstva, saj je upravnoteritorialna enota včasih tudi bistveno številčnejša od samega upravnega središča - mestnega naselja, po katerem se imenuje, z nekaj izjemami).